# League of Legends Champions Korea
League of Legends Champions Korea (LCK) (Hangul:  리그 오브 레전드 챔피언스 코리아), trước đây được biết đến với tên Ongamenet LCK (OGN) và được tổ chức bởi Ongamenet, là đấu trường cao cấp nhất của bộ môn thể thao điện tử nội dung Liên Minh Huyền Thoại tại Hàn Quốc. Các trận đấu chung kết LCK được tổ chức tại Yongshan e-Sports ở Yongsan-gu, Seoul (về sau các địa điểm diễn ra được thay đổi). Giải đấu LCK quy tụ những siêu sao đẳng cấp hàng đầu thế giới. Được đánh giá là một trong những giải đấu thể thao điện tử Liên Minh Huyền Thoại khắc nghiệt nhất hành tinh, sức cạnh tranh khốc liệt và chất lượng nhất thế giới bên cạnh LPL ở Trung Quốc. Riot Games, nhà phát triển của Liên Minh Huyền Thoại đã cho các bình luận viên tiếng Anh bình luận các trận đấu của LCK.
Giải đấu đầu tiên đã được tổ chức từ năm 2012. Giải đấu từng được tài trợ bởi OLYMPUS và có tên là OLYMPUS Champions Spring 2013 và sau đó tiếp tục chuyển sang Hot6ix trở thành Hot6ix Champions Summer 2013 và chuyển sang Pandora trong mùa giải Pandora Champions Winter 2013-2014. Sau Pandora, chuyển sang Hot6ix một lần nữa. Hot6ix tài trợ Hot6ix Champions Spring 2014, Hot6ix Champions Summer 2014. Năm 2015, chuyển thành SBENU LCK Spring 2015, SBENU LCK Summer 2015. Và năm 2016, Lotte Confectionery tài trợ cho Lotte Confectionery Champions Spring 2016, đến mùa hè giải đấu được tài trợ bởi Coca-Cola Zero với tên gọi 2016 Coca-Cola Zero LCK Summer. Kể từ năm 2017, giải đấu giữ nguyên tên gọi League of Legends Champions Korea. Mùa giải gần đây nhất là LCK Mùa hè 2023, bắt đầu từ ngày 07 tháng 06 đến ngày 20 tháng 08.
Hanwha Life Esports đang là đương kim vô địch của giải đấu sau khi đánh bại Gen.G tại trận chung kết LCK Mùa hè năm 2024 với tỉ số 3-2.

## Lịch sử

### 2012 - 2014
OGN tổ chức LoL Champions Korea vào năm 2012. Mùa 1 bắt đầu với Azubu Champions Spring 2012. Có ba mùa giải trong một năm (mùa xuân, mùa hè, mùa đông) trừ mùa thu khi Giải vô địch thể thao điện tử Liên Minh Huyền Thoại thế giới diễn ra.
Sau mỗi mùa giải, các đội tham dự LoL Champions Korea sẽ nhận được một số điểm tích lũy nhất định. 3 đội có điểm tích lũy cao nhất trong năm sẽ giành quyền đại diện cho Hàn Quốc tham dự Giải vô địch thể thao điện tử Liên Minh Huyền Thoại thế giới. Các đội có thể nhận được điểm tích lũy bằng cách đứng vị trí từ hạng nhất đến hạng tư. Hạng nhất: 400 điểm, hạng nhì: 225 điểm, hạng ba 150 điểm, hạng tư: 100 điểm. Có ba mùa giải trong 1 năm, các đội sẽ thi đấu để dành những điểm tích lũy đó trong năm.
Mùa giải Azubu the Champions Spring 2012 và Azubu the Champions Summer 2012, ban tổ chức có mời một số đội nước ngoài tham dự. Sau mùa 3, không còn đội nước ngoài ở LoL Champions Korea. Có 12 đội tham gia. Giải đấu được chia thành 2 bảng và chia ra 6 đội mỗi bảng, 4 đội đứng đầu mỗi bảng bước vào vòng tứ kết. Vòng tứ kết gồm 8 đội. Bán kết gồm 4 đội và có trận tranh hạng 3.
Trong LoL Champions Korea, các trận đấu thường chơi với thể thức Best of Three, các trận đấu từ vòng tứ kết trở đi được chơi với thể thức Best of Five.

### 2015–2024
Mỗi năm có 2 mùa giải, mùa xuân và mùa hè. Trước đây, mỗi CLB có thể có 2 đội, nhưng bây giờ chỉ có thể có 1 đội mỗi CLB. Giải đấu thay đổi thành 10 đội. Giải đấu hạng hai là LoL Challengers Korea. Giải đấu chuyển thành thi đấu vòng tròn tính điểm và 5 đội xếp cao nhất bước vào vòng loại trực tiếp. Sau 2016, LCK không còn chế độ chọn ẩn.

### 2025
Ngày 29 tháng 10 năm 2024, ban tổ chức LCK đã thông báo một thể thức mới để phù hợp với phần còn lại của Liên Minh Huyền Thoại toàn cầu trong năm 2025. Để lựa chọn đại diện của LCK đến với giải đấu quốc tế mới vào tháng 3 với tên gọi là First Stand, LCK đã công bố 1 giải đấu mới mang tên LCK Cup, một giải đấu "khởi động tiền mùa giải" đưa đội vô địch đến với First Stand, cũng như việc sáp nhập hai mùa giải thành một mùa giải duy nhất trong năm, với vòng loại trực tiếp giữa mùa giải được tổ chức để xác định đại diện MSI của Hàn Quốc và vòng loại trực tiếp cuối mùa giải để xác định nhà vô địch LCK và đại diện LCK đến với Chung kết thế giới.

## Đội tuyển
Danh sách các đội tuyển tham gia LCK năm 2025.
| Đội tuyển           | Năm ra mắt | Đội hình   | Đội hình     | Đội hình      | Đội hình   | Đội hình   | Huấn Luyện Viên         |
| Đội tuyển           | Năm ra mắt | Đường Trên | Đi Rừng      | Đường Giữa    | Đường Dưới | Hỗ Trợ     | Huấn Luyện Viên         |
| ------------------- | ---------- | ---------- | ------------ | ------------- | ---------- | ---------- | ----------------------- |
| Dplus KIA           | 2019       | Siwoo      | Lucid        | ShowMaker     | Aiming     | BeryL      | Bengi Poohmandu Hachain |
| DRX                 | 2012       | Rich       | Sponge Juhan | SeTab Ucal    | Teddy      | Pleata     | Micro Crush Raise       |
| BNK FearX           | 2019       | Clear      | Raptor       | Clozer        | Hena       | Execute    | Ryu                     |
| Gen.G               | 2013       | Kiin       | Canyon       | Chovy         | Ruler      | Duro       | KIM Helper              |
| Hanwha Life Esports | 2015       | Zeus       | Peanut       | Zeka          | Viper      | Delight    | DanDy Mowgli Bibra      |
| KT Rolster          | 2013       | PerfecT    | Cuzz         | Bdd           | Deokdam    | Way        | Score Sonstar Museong   |
| DN Freecs           | 2015       | DuDu       | Pyosik       | BuLLDoG       | Berserker  | Life Andii | cvMax Millimas FanTaSy  |
| Nongshim RedForce   | 2020       | Kingen     | Sylvie       | Callme Fisher | Jiwoo      | Lehends    | Chelly Coco Noblesse    |
| OKSavingsBank Brion | 2012       | Morgan     | Hambak       | Karis         | Hype       | Pollu      | Edgar Drinker           |
| T1                  | 2013       | Doran      | Oner         | Faker         | Gumayusi   | Keria      | KkOma Tom Mata          |

Nguồn: LoL Global Contract Database

## Thống kê từng mùa
| Năm  | Mùa                  | Vô địch             | Á quân             | Hạng 3              | Hạng 4              |
| ---- | -------------------- | ------------------- | ------------------ | ------------------- | ------------------- |
| 2012 | Mùa xuân             | MiG Blaze           | MiG Frost          | Xenics Storm        | Team OP             |
| 2012 | Mùa hè               | Azubu Frost         | CLG Europe         | Najin Sword         | Azubu Blaze         |
| 2012 | Mùa đông             | Najin Sword         | Azubu Frost        | KT Rolster          | Azubu Blaze         |
| 2013 | Mùa xuân             | MVP Ozone           | CJ Entus Blaze     | SK Telecom T1 2     | CJ Entus Frost      |
| 2013 | Mùa hè               | SK Telecom T1       | KT Rolster Bullets | MVP Ozone           | CJ Entus Frost      |
| 2013 | Mùa đông             | SK Telecom T1       | Samsung White      | KT Rolster Bullets  | Najin White Shield  |
| 2014 | Mùa xuân             | Samsung Blue        | NaJin White Shield | Samsung Ozone       | CJ Entus Blaze      |
| 2014 | Mùa hè               | KT Rolster          | Samsung Blue       | Samsung White       | SK Telecom T1 S     |
| 2015 | Mùa xuân             | SK Telecom T1       | GE Tigers          | CJ Entus            | Jin Air Greenwings  |
| 2015 | Mùa hè               | SK Telecom T1       | KT Rolster         | KOO Tigers          | CJ Entus            |
| 2016 | Mùa xuân             | SK Telecom T1       | ROX Tigers         | KT Rolster          | Jin Air Greenwings  |
| 2016 | Mùa hè               | ROX Tigers          | KT Rolster         | SK Telecom T1       | Samsung Galaxy      |
| 2017 | Mùa xuân             | SK Telecom T1       | KT Rolster         | Samsung Galaxy      | MVP                 |
| 2017 | Mùa hè               | Longzhu Gaming      | SK Telecom T1      | KT Rolster          | Samsung Galaxy      |
| 2018 | Mùa xuân             | King-Zone Dragon X  | Afreeca Freecs     | KT Rolster          | SK Telecom T1       |
| 2018 | Mùa hè               | KT Rolster          | Griffin            | Afreeca Freecs      | King-Zone Dragon X  |
| 2019 | Mùa xuân             | SK Telecom T1       | Griffin            | King-Zone Dragon X  | DAMWON Gaming       |
| 2019 | Mùa hè               | SK Telecom T1       | Griffin            | DAMWON Gaming       | SANDBOX Gaming      |
| 2020 | Mùa xuân             | T1                  | Gen.G              | DragonX             | DAMWON Gaming       |
| 2020 | Mùa hè               | DAMWON Gaming       | DragonX            | Gen.G               | Afreeca Freecs      |
| 2021 | Mùa xuân             | DWG KIA             | Gen.G              | Hanwha Life Esports | T1                  |
| 2021 | Mùa hè               | DWG KIA             | T1                 | Gen.G               | NS RedForce         |
| 2022 | Mùa xuân             | T1                  | Gen.G              | DWG KIA             | Kwangdong Freecs    |
| 2022 | Mùa hè               | Gen.G               | T1                 | Liiv SANDBOX        | DWG KIA             |
| 2023 | Mùa xuân             | Gen.G               | T1                 | KT Rolster          | Hanwha Life Esports |
| 2023 | Mùa hè               | Gen.G               | T1                 | KT Rolster          | Hanwha Life Esports |
| 2024 | Mùa xuân             | Gen.G               | T1                 | Hanwha Life Esports | Dplus KIA           |
| 2024 | Mùa hè               | Hanwha Life Esports | Gen.G              | T1                  | Dplus KIA           |
| 2025 | LCK Cup              | Hanwha Life Esports | Gen.G              | Dplus KIA           | Nongshim RedForce   |
| 2025 | Mùa giải thường niên |                     |                    |                     |                     |

|    | Tên Đội              | Vô Địch | Á Quân |
| -- | -------------------- | ------- | ------ |
| 1  | T1                   | 10      | 6      |
| 2  | Gen.G                | 5       | 7      |
| 3  | Hanwha Life Esports  | 3       | 2      |
| 4  | Dplus KIA            | 3       | 0      |
| 5  | KT Rolster           | 2       | 4      |
| 6  | CJ Entus             | 2       | 3      |
| 7  | DRX                  | 2       | 1      |
| 8  | OK Savingsbank Brion | 1       | 1      |
| 9  | MVP                  | 1       | 0      |
| 10 | Griffin              | 0       | 3      |
| 11 | Kwangdong Freecs     | 0       | 1      |
| 11 | CLG Europe           | 0       | 1      |